# Listă de insule grupate după nume
Aceasta este o listă a insulelor de pe Terra, grupate după nume:

## A - B - C - D
- Abruka
- Adralaid
- Aitutaki
- Arran
- Aruba (Antilele Olandeze)
- Bali
- Banks
- Baffin
- Bioko
- Bonaire (Antilele Olandeze)
- Bora Bora
- Bikini
- Cabrera
- Capri
- Chios
- Chilubi
- Clipperton
- Comino
- Cipru
- Corfu
- Corsica
- Creta
- Cuba
- Curaçao (Antilele Olandeze)
- Delos
- Disko (Qeqertarsuaq)
- Djerba (Tunisia)

## E - F - G - H
- El Hierro
- Espiritu Santo
- Evia
- Insula Filfla
- Formentera
- Fuerteventura
- Gotland
- Insula Gozo
- Gran Canaria
- Grenada
- Groix
- Hawaii
- Groenlanda
- Honshu
- Hokkaido
- Insula Howland

## -I - J - K - L
- Ibiza
- Irlanda
- Ischia
- Islanda
- Jan Mayen
- Insula Jersey
- Insula Jarvis
- Java
- Kalimantan
- Korčula
- Kos
- Krk
- Kermadec
- La Gomera
- Lanzarote
- La Palma
- Lefkada
- Lipari
- Kalimantan

## M - N - O - P
- Madagascar
- Mallorca
- Malta
- Man
- Maui
- Margarita
- Margareta (Margitsziget)
- Martinica
- Menorca
- Motya (lângă Sicilia)
- Mykonos
- Nauru
- Niue
- Noirmoutier
- Noua Caledonie
- Noua Zeelandă
- Novaia Zemlia
- Nsumbu
- Oahu
- Oléron
- Pantelleria
- Paros
- Insula Paștelui
- Palmyra
- Pemba
- Insula Panama

## R - S - T - U
- Insula Renașterii
- Ré
- Rodos
- Insula Rota
- Rügen
- Rarotonga
- Saaremaa
- Sahalin (în Oceanul Pacific)
- Santorini
- Sardinia
- Sfânta Elena
- Sicilia
- Insula Stewart (Rakiura)
- Stromboli
- Sumatra
- Svalbard
- Insula Șerpilor
- Sherbro
- Tahiti
- Taiwan
- Tasmania
- Tenerife
- Tinos
- Tutuila
- Tara de Foc
- Sulawesi
- Upolu

## V - X - Y - Z
- Vanua Levu
- Viti Levu
- Vulcano
- Vormsi
- Yap
- Yeu